# Lidové Polsko
Lidové Polsko (polsky Polska Ludowa) je neoficiální název polského státu užívaný Poláky v období vlády Polské dělnické strany a následně Polské sjednocené dělnické strany a závislosti na SSSR v letech 1944-1989.
Tento termín se vztahuje na období let:
- 1944-1952 - kdy oficiální název státu zněl Polská republika,
- 1952-1989 - kdy oficiální název státu zněl Polská lidová republika.